# エルメート・パスコアール
エルメート・パスコアール（Hermeto Pascoal、1936年6月22日 - ）は、ブラジルの作曲家、アレンジャー、演奏家（ピアノ、フルート、サクソフォーン、ギター等）。ブラジル音楽における最重要人物の一人であり、即興ミュージシャン、革新的な作曲家としても知られている。

## 生涯

### 生い立ちから少年期まで
エルメート・パスコアールは、ブラジル北東部アラゴアス州の寒村、ラゴア・ダ・カノアにて生まれた。アルビノであるため日光の射す環境で働くことができなかったことから、日中多くの時間をバンドネオンの練習に費やした。彼の父親もまたバンドネオン奏者であり、地元の祭りでフォホーの演奏に従事していた。11歳になるころにはすでに驚くべき習熟度に達し、父親に代わってバンドネオン演奏を務めるほどであった。また8歳にして（すべて独学で）タンバリンとフルートの練習を始めた。エルメートは同じくアルビノであった兄と連れ立って地元のさまざまな種類の地元の祭りでこれらの楽器を演奏して回った。彼の特徴である自然の音への傾倒は、すでにこの頃から見られるものである。
1950年、パスコアール一家はレシフェに移住した。14歳の時エルメートは地元ラジオ局の番組でバンドネオンとフルートを演奏し、プロのミュージシャンとしてのデビューを飾る。また、同じくアルビノであった兄弟たちとともにピアノの練習を始め、最初のトリオを結成する。思春期・青年期を通して、エルメートはクラブやラジオへの出演で生計を立てた。より多くの演奏機会を求めて1958年リオ・デ・ジャネイロに居を移し、そののち1961年になってサンパウロに渡った。

### 初期のグループ活動
1960年代後半から、エルメートは現在ポスト・ボッサ・ジャズの古典と呼ばれている幾つかのアルバムに参加する。1964年、アイアート・モレイラ、ウンベルト・クレイベルと共に、北アメリカのジャズをレパートリーとするサンブラーザ・トリオ（Sambrasa Trio）を結成する。1966年、エラルド・ド・モンチ（ギター）およびテオ・ジ・バホス（ベース）とともにトリオ・ノーヴォというグループを組んでいたモレイラは、エルメートをそのトリオに引き入れる。これこそがエルメートの名を国際的に知らせ、ブラジル音楽史上における最重要インストゥルメンタル音楽グループとなる、クアルテート・ノーヴォであった。卓越したテクニックと洗練されたハーモニーを兼ね備えたこのグループは、ブラジルのリズムとジャズの融合を物語る重要な鍵を握っている。エルメートはこのグループで、同名のアルバム『クアルテート・ノーヴォ』をレコーディングする。のちにブラジリアン・オクトパスに加入、フルートを担当し、ここでも一枚のアルバムを作成する。1968年にはオーケストラのアレンジにも手を染めることとなる。

### 国際的な舞台へ
1970年、ついにエルメートはアイアート・モレイラの招きによってアメリカに渡り、マイルス・デイヴィスとの接触を果たす。マイルスは彼にいくつかの編曲を依頼し、さらには自身のアルバム『ライヴ・イヴル』の録音への参加を要請する。エルメートはこのアルバムに、2つのオリジナル曲を提供している。この時、マイルスがアルバムに収録したかったエルメートの楽曲の多くは、最終的にエルメート自身のファースト・ソロ・アルバム『エルメート』（のちに『ブラジリアン・アドベンチャー』の名でCD化）に収録されることとなる。 
エルメートは1973年にブラジルに戻り、アルバム『ア・ムジカ・リヴリ・ジ・エルメート・パスコアール』を制作する。1976年には再び渡米し、動物の鳴き声を楽曲に取り入れたアルバム『スレイヴズ・マス』を完成させる。旺盛な作曲活動のかたわら、彼は1978年にはサンパウロ・ジャズフェスティバル、翌年にはモントルー・ジャズフェスティバルに招かれ、名実共にアヴァンギャルド・ジャズの第一人者として認知される（モントルーでの公演は、アルバム『ライヴ・イン・モントルー・ジャズ・フェスティヴァル』にて聴くことができる）。その後東京ジャズフェスティバルにも登場を果たし、この公演も圧倒的な成功を収める。翌1980年に『脳内革命』を発表、批評家からの熱狂的な賛辞を受ける。この頃、大規模なヨーロッパ･ツアーを敢行する。

### 最近作
1999年に発表された『Eu e Eles』では、すべての使用楽器を一人で演奏した。この試みは『Mundo Verde Esperanza』にも受け継がれている。2006年には43歳年下の妻であるアリーニ・モレーナとともにアルバム『シマホン・コン・ハパドゥーラ』を発表。他にもアリーニ・モレーナとは、2008年のブラジルにおける日系移民100周年を記念した曲を共同作成している。
2017年、2018年、2019年の来日メンバーは
- エルメート・パスコアール (Hermeto Pascoal) - ピアノ、バンドネオン、フルート
- イチベレ・ツヴァルギ (Itibere Zwarg) - ベース、パーカッション
- アンドレ・マルケス (Andre Marques) - ピアノフルート、フルート、パーカッション
- Jota P. - サクソフォーン、フルート
- ファビオ・パスコアール (Fabio Pascoal) - パーカッション
- アジュリナ・ツヴァルギ (Ajurina Zwarg) - ドラム、パーカッション

## ディスコグラフィ

### リーダー・アルバム
- 『クアルテート・ノーヴォ』 - Quarteto Novo (1967年) ※クアルテート・ノーヴォ名義
- Brazilian Octopus (1969年)
- Hermeto (1970年) ※のちに『Brazilian Adventure』の名で再発
- 『ア・ムジカ・リヴリ・ジ・エルメート・パスコアール』 - A Música Livre De Hermeto Pascoal (1973年)
- 『スレイヴス・マス』 - Slaves Mass (1976年)
- 『サブンベ・ブン・アー』 - Zabumbê-Bum-Á (1979年) ※旧邦題『調和』
- 『ライヴ・イン・モントルー・ジャズ・フェスティヴァル』 - Ao Vivo Montreux Jazz Festival (1979年)
- 『セレブロ・マグネチコ』 - Cérebro Magnético (1980年) ※旧邦題『脳内革命』
- Hermeto Pascoal & Grupo (1982年)
- Lagoa Da Canoa, Município De Arapiraca (1984年)
- Brasil Universo (1986年)
- 『ソ・ナン・トカ・ケン・ナン・ケル (やらないのはやりたくないだけ)』 - Só Não Toca Quem Não Quer (1987年)
- Por Diferentes Caminhos (1988年)
- 『神々の祭り』 - Festa Dos Deuses (1992年)
- 『エウ・エ・エレス』 - Eu E Eles (1999年)
- Mundo Verde Esperança (2003年)
- 『シマホン・コン・ハパドゥーラ』 - Chimarrão com Rapadura (2006年) ※アリーニ・モレーナとの共作
- Nos Mundo Dos Sons (2017年)
- 『ヴィアジャンド・コン・オ・ソン - ザ・ロスト'76ヴァイスヴェルサ・スタジオ・セッション』 - Viajando com o som (2017年) ※1976年録音
- Natureza Universal (2017年)

### その他
- Seeds On The Ground - The Natural Sounds Of Airto (1971年)
- Stone Alliance - Hermeto e Márcio Montarroyos (1980年)
- Instrumental No Ccbb - Renato Borghetti E Hermeto Pascoal (1993年)
- Brasil Musical - Série Música Viva - Pau Brasil E Hermeto Pascoal (1996年)

### 参加アルバム
- Conjunto Som 4 : Conjunto Som 4 (1964年)
- Sambrasa Trio : Em Som Maior (1966年)
- マイルス・デイヴィス : 『ライヴ・イヴル』 - Live Evil (1970年)
- デューク・ピアソン : It Could Only Happen To You (1970年)
- アイアート・モレイラ : 『ナチュラル・フィーリングス』 - Natural Feelings (1970年)
- アイアート・モレイラ : Seeds On The Ground (1971年)
- Di Melo : Di Melo (1975年)